# Темплтон, Эви
Эви Темплтон (англ. Evie Templeton; род. 3 января 2009, Барбадос) — британская актриса. Наиболее известна по роли Грейс Холланд в фильме ужасов «Лукавый», роли Агнес Де Милль в телесериале «Уэнздей», а также роли Лоры в компьютерной игре Silent Hill 2, и предстоящем фильме «Возвращение в Сайлент Хилл». 

## Биография
Темплтон родилась 3 января 2009 года в Барбадосе. В возрасте семи лет переехала в Англию где и поступила школу исполнительских искусств Тринг-Парк и Лондонскую академию музыкального и драматического искусства по стипендии.
Кинодебют актрисы состоялся в 2020 году в короткометражном фильме Дэвида Ньютона «Красный», спустя год появилась в короткометражке «Спаси Луну». Теледебют состоялся лишь в 2022 году, после эпизодической роли в телесериале «Жизнь после жизни», в этом же году исполнила небольшую роль в фильме Disney «Пиноккио».
В 2023 году появилась в главной роли в фильме ужасов «Лукавый». В 2024 году появилась в эпизоде телесериала «Криминальное прошлое», короткометражке «Бункер», а также озвучила персонажа в компьютерной игре Silent Hill 2. В 2025 году исполнила главную роль в телесериале от Netflix «Уэнздей».

## Фильмография
| Год  |     | Русское название           | Оригинальное название | Роль                           |
| ---- | --- | -------------------------- | --------------------- | ------------------------------ |
| 2020 | кор | Красный                    | Red                   | Тэлли                          |
| 2021 | кор | Спаси Луну                 | Save Luna             | тихая девушка                  |
| 2022 | с   | Жизнь после жизни          | Life After Life       | юная Фрида                     |
| 2022 | ф   | Пиноккио                   | Pinocchio             | участница труппыСтрана игрушек |
| 2023 | ф   | Лукавый                    | Lord of Misrule       | Грейс Холланд                  |
| 2024 | с   | Криминальное прошлое       | Criminal Record       | юная Лиза Хегарти              |
| 2024 | кор | Бункер                     | The Bunker            | Бесс                           |
| 2024 | ки  |                            | Silent Hill 2         | Лора                           |
| 2025 | с   | Уэнздей                    | Wednesday             | Агнес Де Милль                 |
| 2026 | ф   | Возвращение в Сайлент Хилл | Return to Silent Hill | Лора                           |